# Янаульський район
Янау́льський район (рос. Янаульский район, башк. Яңауыл районы) — адміністративна одиниця (муніципальний район) Республіки Башкортостан Російської Федерації.
Адміністративний центр — місто Янаул.

## Населення
Населення району становить 43870 осіб (2019, 48134 у 2010, 50700 у 2002).

## Адміністративний поділ
До складу району входять 1 міське та 18 сільських поселень:
| Поселення                      | Площа, км² | Населення, осіб (2002) | Населення, осіб (2010) | Населення, осіб (2019) | Центр         | Населені пункти |
| ------------------------------ | ---------- | ---------------------- | ---------------------- | ---------------------- | ------------- | --------------- |
| Янаульське міське поселення    | 27,91      | 27909                  | 26924                  | 25361                  | Янаул         | 1               |
| Асавдибаська сільська рада     | 70,30      | 764                    | 622                    | 505                    | Асавдибаш     | 4               |
| Байгузінська сільська рада     | 141,32     | 1808                   | 1837                   | 1608                   | Байгузіно     | 9               |
| Воядинська сільська рада       | 405,94     | 872                    | 703                    | 540                    | Вояди         | 7               |
| Іжболдінська сільська рада     | 94,80      | 962                    | 1033                   | 830                    | Іжболдіно     | 4               |
| Істяцька сільська рада         | 94,65      | 1285                   | 1250                   | 1128                   | Істяк         | 8               |
| Іткінеєвська сільська рада     | 110,41     | 1473                   | 1365                   | 1216                   | Іткінеєво     | 5               |
| Кармановська сільська рада     | 80,18      | 1610                   | 1726                   | 1698                   | Карманово     | 3               |
| Кісак-Каїнська сільська рада   | 79,99      | 1588                   | 1383                   | 1308                   | Кісак-Каїн    | 5               |
| Максимовська сільська рада     | 61,42      | 922                    | 804                    | 666                    | Максимово     | 3               |
| Месягутовська сільська рада    | 90,43      | 1172                   | 923                    | 769                    | Месягутово    | 7               |
| Новоартаульська сільська рада  | 180,87     | 1915                   | 1862                   | 1626                   | Новий Артаул  | 10              |
| Орловська сільська рада        | 83,60      | 798                    | 794                    | 709                    | Орловка       | 5               |
| Первомайська сільська рада     | 132,73     | 1684                   | 1501                   | 1219                   | Сусади-Ебалак | 9               |
| Сандугачівська сільська рада   | 114,30     | 1629                   | 1446                   | 1179                   | Сандугач      | 6               |
| Староваряська сільська рада    | 69,16      | 838                    | 718                    | 609                    | Старий Варяш  | 4               |
| Старокудашевська сільська рада | 81,23      | 715                    | 704                    | 619                    | Старокудашево | 5               |
| Шудецька сільська рада         | 59,64      | 785                    | 821                    | 780                    | Шудек         | 3               |
| Ямадинська сільська рада       | 114,95     | 1971                   | 1718                   | 1500                   | Ямади         | 6               |

## Найбільші населені пункти
| №  | Населений пункт | Населення, осіб (2002) | Населення, осіб (2010) |
| -- | --------------- | ---------------------- | ---------------------- |
| 1  | Янаул           | 27 909                 | 26 924                 |
| 2  | Карманово       | 1 127                  | 1 251                  |
| 3  | Новий Артаул    | 811                    | 881                    |
| 4  | Іткінеєво       | 748                    | 675                    |
| 5  | Прогрес         | 736                    | 596                    |
| 6  | Максимово       | 642                    | 590                    |
| 7  | Шудек           | 486                    | 525                    |
| 8  | Кісак-Каїн      | 552                    | 519                    |
| 9  | Байгузіно       | 488                    | 487                    |
| 10 | Ямади           | 519                    | 482                    |

## Відомі персоналії
У районі народилась Гініятулліна Альфіза Муллахматівна — оператор з видобутку нафти і газу, Герой Соціалістичної Праці.